# TrackMania 2
TrackMania 2: Canyon (официальное написание TrackMania² Canyon) — гоночная компьютерная игра, разработанная Nadeo и издаваемая Ubisoft.
17 августа 2011 года TrackMania 2: Canyon стала доступна всем сделавшим предзаказ в виде закрытой многопользовательской бета-версии. Все недоступные в бете возможности были автоматически активированы в день выхода игры.

## Игровой процесс
Игровой процесс TrackMania 2: Canyon не изменился по сравнению с предыдущими играми серии. Игрок может ездить на разных трассах с возможностью делать трюки в разных режимах, включая чемпионат и кооперативную игру. Также присутствует редактор трасс из предыдущих игр серии, который включает в себя возможность создавать свои части трассы. Создан язык сценариев «ManiaScript», цель которого — помочь игрокам добавлять новые возможности игры (трассы, машины и т. д.). В TrackMania 2: Canyon представлено новое окружение серии: Каньон.

## Многопользовательский режим
До 200 человек могут соревноваться на трассе одновременно. Также присутствует гоночная статистика для каждого игрока.

## Будущие игры
Согласно интервью с разработчиком из Nadeo, это первая игра из серии TrackMania 2. Вышли также в 2013 году ещё 2 игры из серии Trackmania 2, а именно Trackmania 2 Stadium и Trackmania 2 Valley .

## Критика
| Сводный рейтинг | Сводный рейтинг |
| Агрегатор       | Оценка          |
| --------------- | --------------- |
| GameRankings    | 79,80 %         |
| Metacritic      | 81/100          |